# Площа Ринок (Конотоп)
Площа Ринок — одна з найстаріших площ міста Конотоп Сумської області.

## Розташування
Розташована в історичній частині міста. До площі прилягають вулиці Ярмаркова, Михайла Сусла, Виконкомівська, Віктора Деняка, Ярківська, Володимира Великого, Сарнавська, Володимира Шухова та проспект Червоної Калини.

## Назва
До грудня 2022 року була названа на честь Конотопських дивізій Червоної армії.

## Історія
Вперше згадується як частина Мостової вулиці у 1784 році.
Мостова вулиця — одна з головних вулиць міста Конотоп у період середньовіччя.
З XIX століття — Базарна площа.
З 18 жовтня 1944 року носить назву Площа Конотопських Дивізій.
З грудня 2022 року — площа Ринок.